# 北海道道201号岩見沢停車場線
北海道道201号岩見沢停車場線（ほっかいどうどう201ごう いわみざわていしゃじょうせん）は、北海道岩見沢市内を結ぶ一般道道（北海道道）である。

## 概要
市道4条線（岩見沢市4条西5丁目 - 5条東15丁目）は旧国道12号であった。1974年（昭和49年）12月5日の岩見沢バイパス開通に伴い、該当区間を編入。

### 路線データ
- 起点：北海道岩見沢市1条西5丁目（JR北海道 函館本線・室蘭本線 岩見沢駅）
- 終点：北海道岩見沢市5条東15丁目（国道12号交点）
- 路線延長：1.8 km（総延長）

## 歴史
- 1954年（昭和29年）3月30日 - 48号として路線認定[1]。
- 1994年（平成6年）10月1日 - 路線番号を201号に変更[2]。

この路線の前身は、1920年（大正9年）4月1日に認定された準地方費道9号厚田岩見沢停車場線の一部区間である。

## 路線状況

### 重複区間
- 岩見沢市4条西5丁目 - 岩見沢市4条東2丁目（北海道道6号岩見沢月形線）

## 地理

### 通過する自治体
- 空知総合振興局
  - 岩見沢市

### 交差する道路
岩見沢市
- 北海道道6号岩見沢月形線 - 4条西5丁目、4条東2丁目
- 北海道道789号上志文四条東線 - 4条東1丁目（道道6号重複区間）
- 国道12号 - 5条東15丁目（終点）

### 沿線にある施設など
岩見沢市
- JR北海道 函館本線・室蘭本線 岩見沢駅＝有明町南1-1
- 空知信用金庫本店 - 3条西6丁目2-1
- 北海道銀行岩見沢支店 - 4条西6丁目2
- 北洋銀行岩見沢中央支店 - 4条西6丁目12-1
- 空知商工信用組合岩見沢支店 - 4条西2丁目11
- 岩見沢市生涯学習センター（いわなび） - 4条西1丁目3-4
- 岩見沢ポルタ（であえーる岩見沢） - 4条西3丁目1
- 札幌家庭裁判所岩見沢支部 - 4条東4丁目
- 札幌地方検察庁岩見沢支部（岩見沢区検察庁） - 4条東4丁目
- 岩見沢警察署東光交番 - 5条東13丁目9-16